# Cal Senyoret
Cal Senyoret és una obra del Prat de Llobregat (Baix Llobregat) inclosa a l'Inventari del Patrimoni Arquitectònic de Catalunya.

## Descripció
Dos cossos paral·lelepípedes de dos pisos units per un cobert d'un pis formen l'estructura de la casa. El primer cos és el més antic (probablement del segle xix) i està obrat amb maó arrebossat i cobert amb teulada a dues vessants, segons l'esquema 1.I de Danés i Torras. El segon cos intenta ser simètric i és clarament una ampliació de mitjans de segle xx. És també paral·lelepípede però, a diferència del primer cos, està cobert amb teulada a quatre vessants seguint el model 1.III de l'esquema de Danés i Torras.